# 周保中

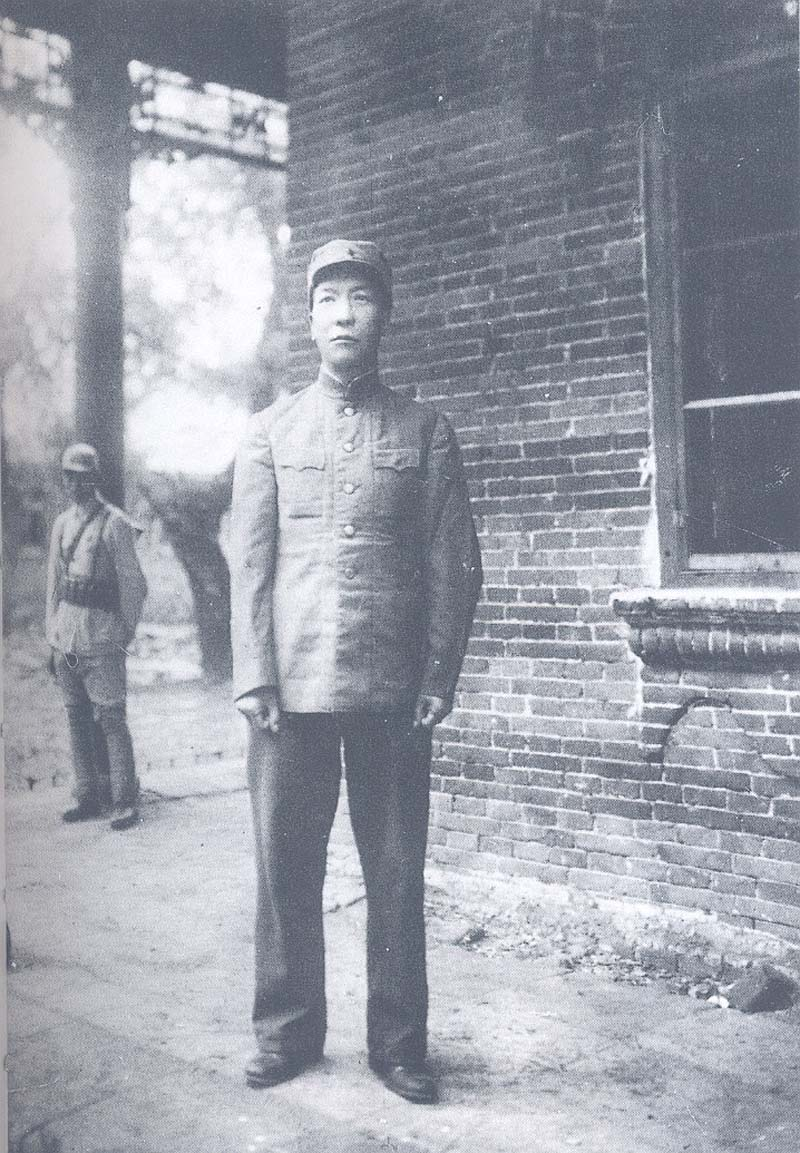
延吉の周保中、1946年8月

周 保中（しゅう ほちゅう、1902年2月6日- 1964年2月2日）は、中華人民共和国の軍人、政治家。ペー族（白族）。建国前は金日成や崔庸健など朝鮮人の抗日パルチザンも所属した東北抗日聯軍の第二路軍総司令として活動し、東北抗日聯軍が赤軍（ソ連軍）の第88独立狙撃旅団に組織構造ごと引き継がれた際は旅団長となり、ソ連軍の満州侵攻後はソ連軍の長春衛戍副司令官となる。国共内戦では東北人民解放軍の副司令官として活動する。中華人民共和国建国後、雲南省人民政府副主席、中国共産党中央委員会候補委員などを歴任する。

## 経歴
1902年2月6日に雲南省大理市湾橋村で生まれる、出生名は奚李元。1917年に15歳の時に護法運動に参加。1922年から1924年まで雲南陸軍講武堂で学ぶ。1926年から北伐に参加する。国民革命軍第6軍として活動する。1927年7月に武漢市で中国共産党に入党する。1927年12月に湖南省、浙江省、河北省などで輸送や連絡の任務に従事する。国民革命軍の第6軍の第18師団の副師団長を務める。1928年にソ連のモスクワの国際レーニン学校に留学する。1931年9月に満州事変が起こると中国に帰国し、中国共産党満州省委員会軍委書記となり、満州の遼寧省などで金日成や崔庸健ら朝鮮人軍人と共に抗日ゲリラを組織する。1935年、東北抗日聯軍が組織されると第2軍軍長に就任。1937年の聯軍改編時に第3路軍軍長となり吉林省東部の山岳地帯で活動。日本軍の掃討作戦によって大打撃を受けると、1940年にソビエト連邦の極東地方に脱出し、ソ連軍下の第88独立狙撃旅団の旅団長（中佐）となる。金日成は大隊長（大尉）だった。
1945年8月、ソ連軍の満洲進攻で満洲国が解体、関東軍が降伏し、ソ連軍長春衛戍副司令官に任命される。同年9月、旧東北抗日聯軍は東北人民自衛軍と改称され、総司令官に任命。10月31日、旧抗日聯軍や土着の武装組織を糾合し、新たに東北人民自治軍が編成されると、林彪総司令の下で副総参謀長に任命された。
1946年1月14日、東北人民自治軍が東北民主連軍に改称されると、林彪司令員の下で副司令員に任命。中国国民党と中国共産党との国共内戦が開始されると1946年から1948年の国共内戦では中国東北部の長春市の解放戦闘で活躍した。1948年10月に第二次長春市の解放戦闘に参加する。しかし、1948年1月に民主連軍が東北人民解放軍に改称された後、11月に第四野戦軍に改編されると、周は副司令員を解任された。
1949年10月の中華人民共和国の建国後、1950年2月から雲南省人民政府副主席、西南軍政委員会政法委員会主任 兼 民政部長などを歴任。1951年10月から1957年5月まで雲南大学校長を務め、また1953年8月から1954年10月まで西南政法学院の院長兼党委員会書記を務めた。1954年9月29日、第1期全国人民代表大会第1回会議の決定により国防委員会委員に任命。1955年に、一級八一勲章、一級独立自由勲章を授与される。1956年に全国人民代表大会（全人代）代表、中国人民政治協商会議常務委員に選出される。1956年9月、中国共産党第8回党大会において党中央委員会候補委員に選出。1959年4月28日、第2期全人代第1回会議において民族委員会委員に選出されるとともに、同会議の決定により中華人民共和国国防委員会委員に再任。1964年2月2日に北京市で病気で死去。

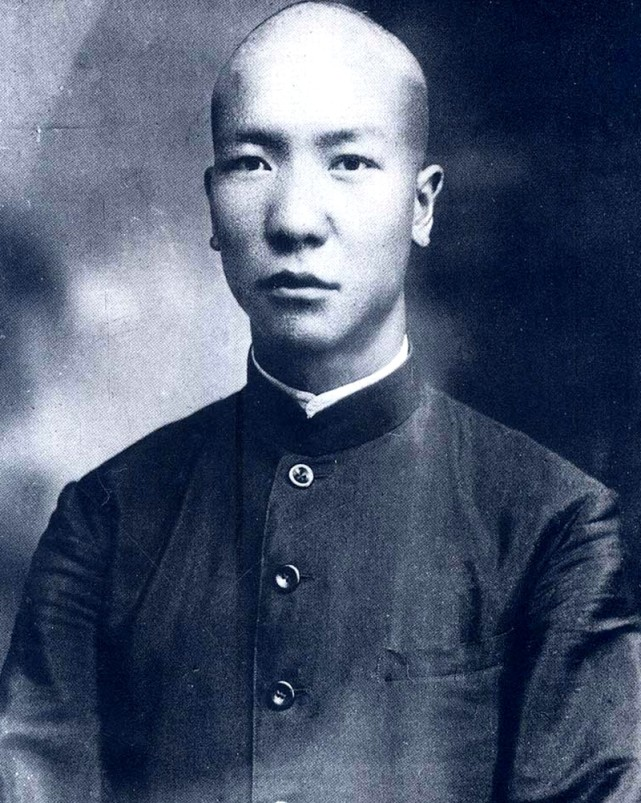
1920年代の周保中
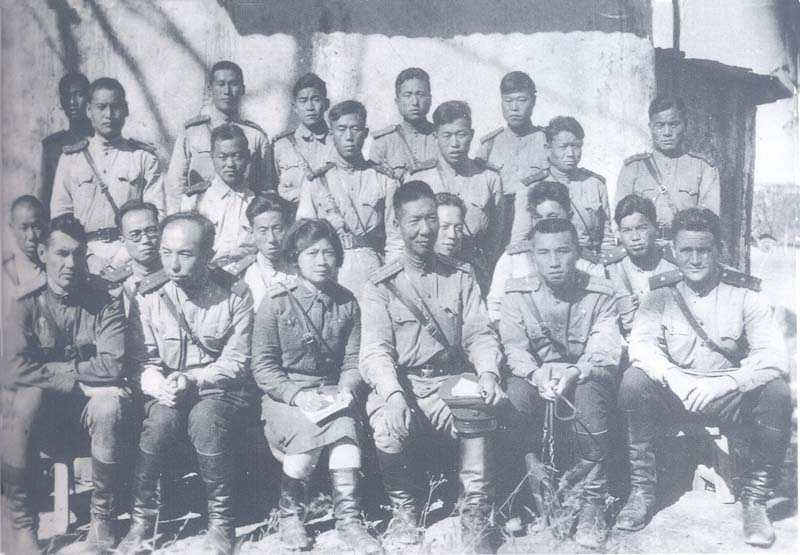
第88独立狙撃旅団 (ソ連軍) 当時の周保中（中央）
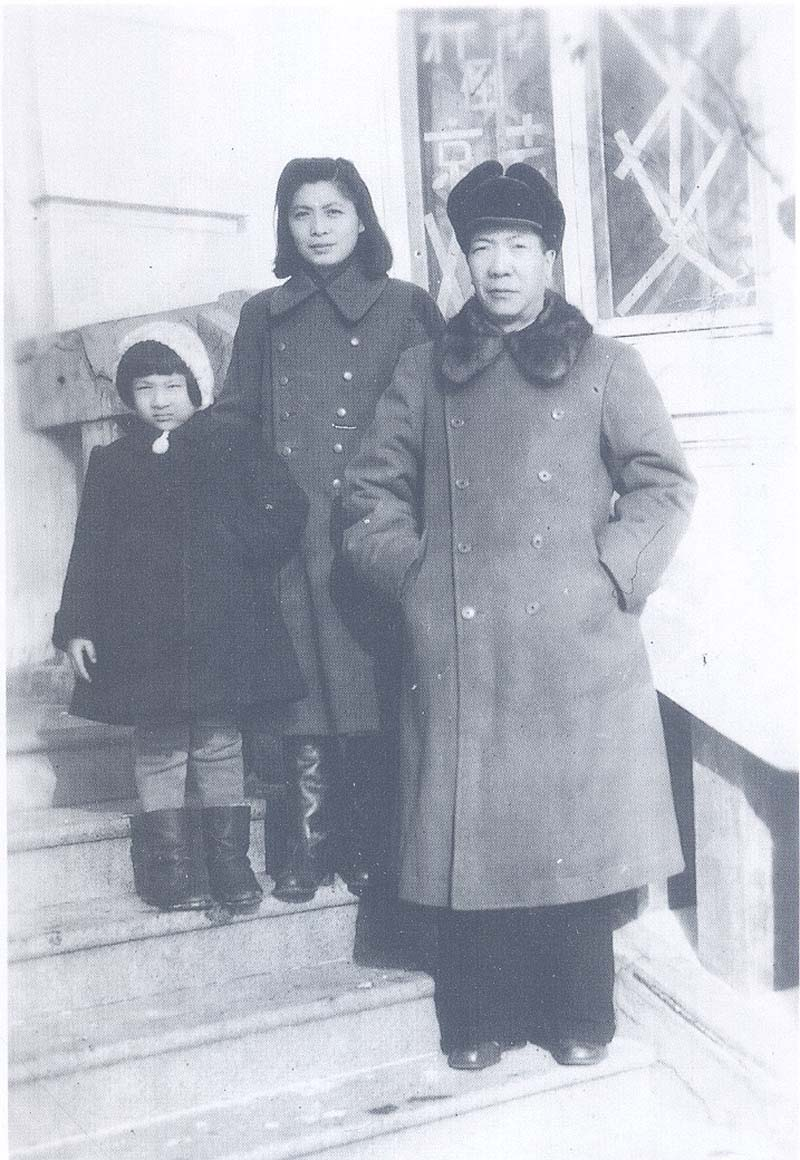
妻の王一知、娘の周偉と（1948年）
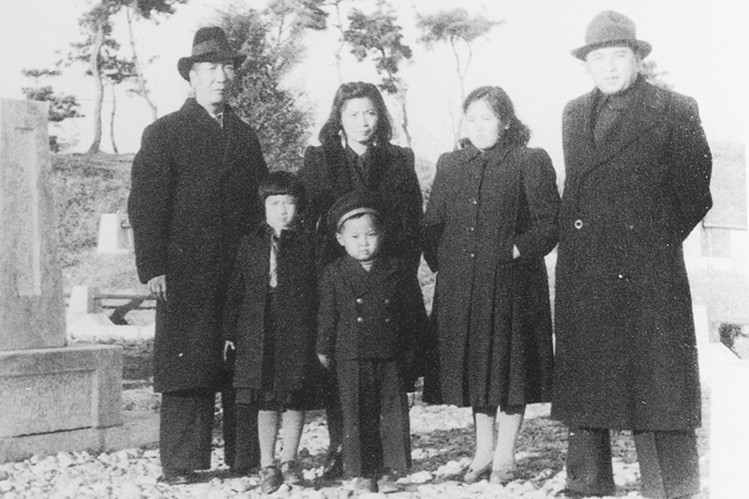
平壌の革命烈士陵を訪れた周保中（左）と金日成（右）とその家族ら（1948年）
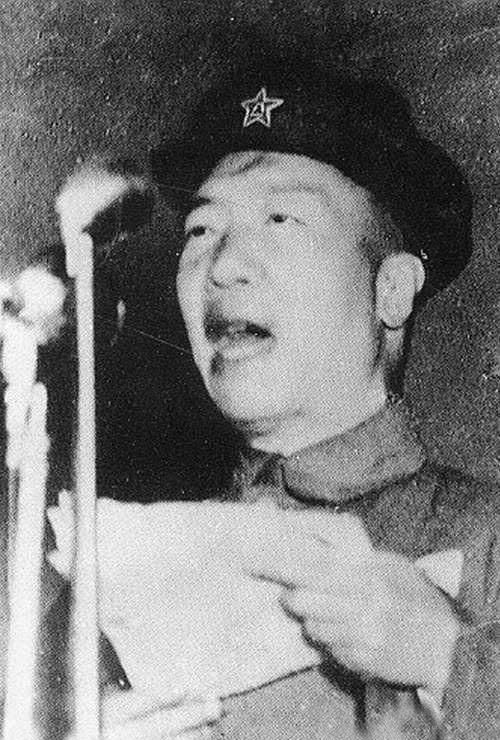
昆明で演説する周保中（1950年）
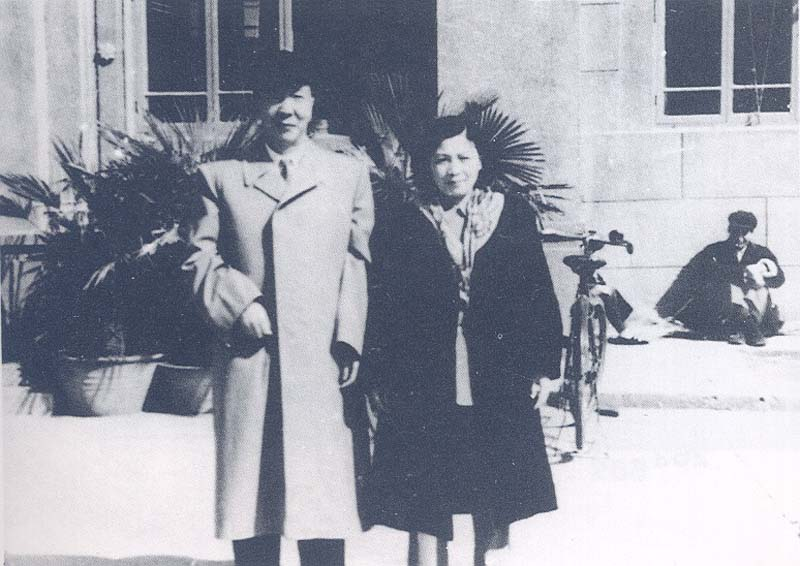
北京の周保中と妻の王一知（1957年）
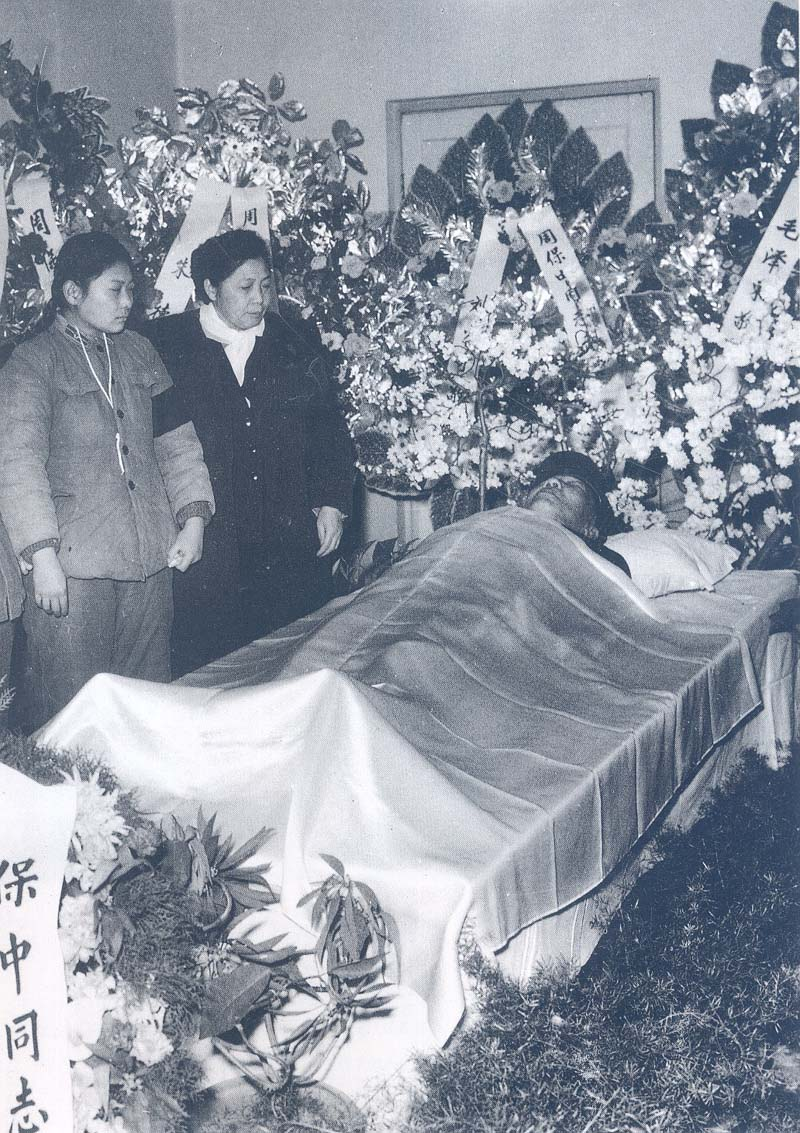
周保中の遺体のそばに立つ妻の王一知、娘の周偉（1964年）
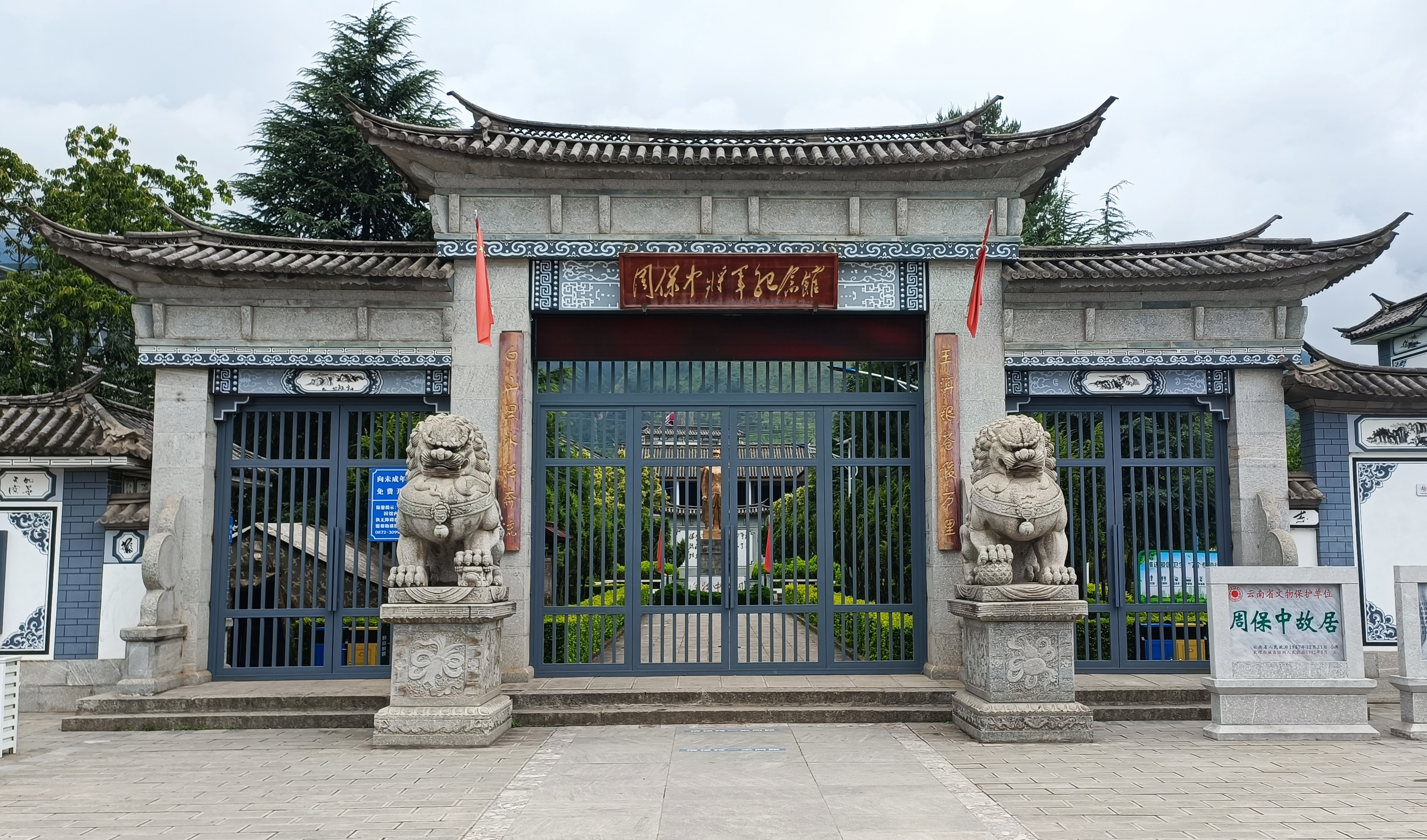
雲南省大理州大理市湾橋鎮湾橋村の「周保中将軍紀念館」（周保中故居）
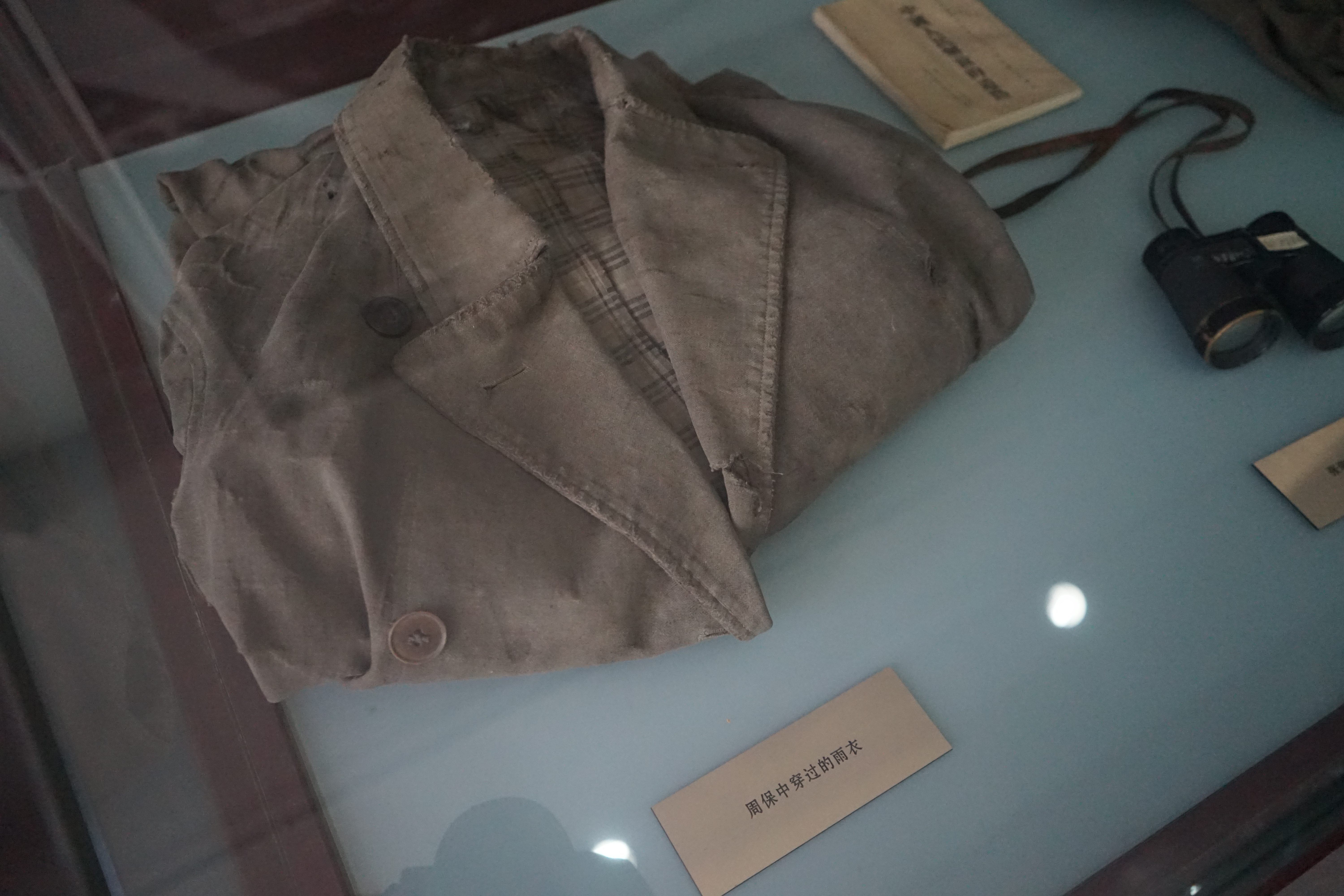
周保中が着用した雨合羽

## 北朝鮮での評価
朝鮮民主主義人民共和国の労働新聞でも称賛されている中朝関係の象徴であり、金日成の親密な上官かつソ連に紹介した恩人でもあった周保中とその一族は鉱物資源と芸術品や武器の取引など外貨獲得に重要な事業で様々な便宜を図られて北朝鮮経済の支えになっていることが海外メディアで報じられている。